# Stereodon fauriei
Stereodon fauriei là một loài Rêu trong họ Hypnaceae. Loài này được (Cardot) Ignatov & Ignatova mô tả khoa học đầu tiên năm 2004.